# Marc-Antoine Gbarssin
Marc-Antoine Gbarssin (ur. 11 grudnia 1984 w Bordeaux) – środkowoafrykański piłkarz występujący na pozycji pomocnika.

## Kariera klubowa
Gbarssin seniorską karierę rozpoczął w 2003 roku w rezerwach francuskiego zespołu Grenoble Foot 38. W 2005 roku odszedł do belgijskiego SK Loombeek. W 2006 roku przeszedł do drugoligowego Excelsioru Virton. Spędził tam rok, a potem przez następne 3 lata występował w innym drugoligowcu, Royalu Antwerp.
W 2010 roku Gbarssin podpisał kontrakt z duńską drużyną FC Fredericia z 1. division. Jeszcze jednak w tym samym roku przeszedł do angielskiego Carlisle United z League One. W 2011 roku został stamtąd wypożyczony do Walsall, także grającego w League One. Grał tam do końca sezonu 2010/2011.
W połowie 2011 roku Gbarssin wrócił do Belgii, gdzie został graczem drugoligowego Eendrachtu Aalst.

## Kariera reprezentacyjna
W reprezentacji Republiki Środkowoafrykańskiej Gbarssin zadebiutował w 2011 roku.